# 日本病毒學會
日本病毒学会（日语：／）是日本在微生物、特別是病毒的研究及調查方面的学術機構，已作為学術團体加盟日本医学会。
成員主要是分子生物学者及生化学者；由於學會已加盟ICD制度協議会，亦有不少医師、牙医等臨床領域研究者参加。
英語名The Japanese Society for Virology。1953年設立。

## 活動
- 範圍包括病毒的致病性、遺傳解析、治療方法（疫苗方面另有日本疫苗學會）等。
- 会員数：約3000名

## 總会
- 每年1次[4]

## 学会雜誌
- 《病毒》（ISSN:0042-6857、国立国会圖書館請求記號Z19-501） - 1958年創刊，每年發行2次[5]

## 獎項
- 日本病毒学会賞（杉浦獎勵賞）[6]

## 專科医認定
- 感染控制醫生（ICD；infection control doctor）[7]

## 入会
參考：
- 一般会員、團体会員：每年6000日圓
- 学生会員：每年4000日圓
  - 入会時需交1000日圓入会金。

## 外部連結
- 日本病毒学会 （页面存档备份，存于）